# Itylus
Itylus is een geslacht van kevers uit de familie bladkevers (Chrysomelidae).
De wetenschappelijke naam van het geslacht werd in 1904 gepubliceerd door Martin Jacoby.

## Soorten
- Itylus bicolor (Jacoby, 1895)
- Itylus biru Mohamedsaid, 1995
- Itylus terminata Mohamedsaid, 1995
- Itylus testaceus Mohamedsaid, 1995